# Ritorno a Pompei
Ritorno a Pompei è un romanzo della scrittrice belga Amélie Nothomb pubblicato originariamente nel 1996, sotto forma di un lungo dialogo tra una scrittrice di nome A.N. e due uomini: il suo editore e un uomo del lontano futuro.

## Trama
Durante una conversazione con il proprio editore, la scrittrice A.N. prospetta un'idea originale: come mai di tutte le città dell'antichità classica, a finire distrutta dall'eruzione del Vesuvio del 79 è stata Pompei, la più bella, la più artisticamente perfetta? È possibile che non si tratti solo di un caso?
Il giorno successivo A.N. viene ricoverata per un intervento chirurgico di routine e quando si risveglia dall'anestesia si trova in un ambiente irriconoscibile. Un uomo di una certa età, che afferma di chiamarsi Celsius, le rivela che non si trova più nel 1995 ma è stata trasportata avanti nel tempo fino al 2580. A.N. stenta a credergli, ma l'uomo le fornisce le prove; è stata "prelevata" dal passato perché è la prima persona ad aver capito che la distruzione di Pompei è stata un atto intenzionale: con un consumo enorme di energia gli uomini del futuro hanno infatti provocato l'eruzione del vulcano e il seppellimento della città con i suoi tesori, che hanno attraversato in questo modo i secoli.
Il futuro è afflitto da un cronico deficit di energia; Celsius le rivela che non sarà mai rispedita indietro nel tempo d'origine. Poco per volta A.N. apprende particolari orribili su questo futuro, come per esempio l'annientamento dell'intero sud del pianeta. Celsius si rivelerà diverso da come pensa lei, e alla fine A.N. otterrà di essere rispedita al 1995.

## Edizioni
Amélie Nothomb, Ritorno a Pompei, traduzione di B.Bruno, coll. Amazzoni, Voland, 1999,  p. 128, ISBN 978-88-88700-52-6.